# Thomas Abel (martyr)
Pour les articles homonymes, voir Abel (homonymie).
Thomas Abel (parfois orthographié Abell) (né en 1497 et mort le 30 juillet 1540) est un prêtre martyr catholique anglais, qui fut exécuté pendant le règne d'Henri VIII pour s'être officiellement opposé à son divorce de Catherine d'Aragon.

## Biographie
Sur ses origines, nous ne savons presque rien. Formé à l'université d'Oxford, il est docteur en théologie. Prêtre, il est un temps aumônier de la reine Catherine d'Aragon de qui il restera un des plus fidèles soutiens. En plus de ses conseils spirituels, il semble aussi avoir été son professeur d'anglais et de musique. C'est lui que la reine envoie en Espagne en 1528 pour informer l'empereur Charles V du projet d'Henri VIII de divorce et d'être son avocat auprès de l'empereur. En titre de remerciement, elle fait pression pour qu'il puisse hériter du bénéfice de la paroisse de Bradwell dans l'Essex.
Thomas Abel se montre un défenseur résolu et obstiné des droits de la reine face au roi. Il va jusqu'à faire publier à Anvers en 1532 un traité prenant la défense de la reine intitulé An answere, That by no manner of law, it may be lawfull for the most noble King of England, King Henry the eight to be divorced from the queens grace, his lawfull and very wife, traité que Henri VIII cherchera à faire interdire. Pour éviter sa diffusion, le roi lui-même achète et fait détruire les exemplaires qui se trouvent en circulation. Profondément mécontent, il fait alors emprisonner Thomas Abel dans la tour de Londres pendant un an avant de le libérer mais de le renvoyer à nouveau en décembre 1533 sous motif qu'il serait derrière la diffusion des prophéties d'Elizabeth Barton dite encore la dite "Pucelle de Kent", une religieuse qui prétendait recevoir des révélations divines encourageant la reine à « persister obstinément dans son refus du divorce et de la séparation » ainsi que pour le maintien de son droit au titre de reine. Finalement jugé, il est condamné à mort. L'acte d'accusation stipule que son soutien à l'évêque de Rome fait de lui un ennemi du roi. Il est exécuté subissant le supplice réservé aux traîtres à savoir pendaison, éviscération et écartèlement.

## Béatification
Thomas Abel est béatifié avec les cinquante-quatre martyrs anglais par le pape Léon XIII le 29 décembre 1886. Sa mémoire est célébrée le 30 juillet